# Порошково (Закарпатская область)
Поро́шково (укр. Порошково) — село в Турье-Реметовской сельской общине Ужгородского района Закарпатской области Украины.
Население по переписи 2001 года составляло 3821 человек. Почтовый индекс — 89230. Телефонный код — 3145. Занимает площадь 54,72 км².

## История

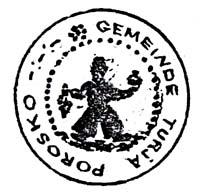
Печать села Порошково. 1857 г.

Порошково впервые упоминается в латинском тексте 1381 года в форме Порошто. Село входило в Ужгородскую доминию Другетов. По описанию 1691 г., в селе 6 солтийских (пользовались привилегиями), 17 желлерских (безземельных), 20 крепостных хозяйств и один священник — всего 44 хозяйства. По данным издания от 1828 г., в селе насчитывалось 118 домов и 1022 жителя, из них 1000 — греко-католиков и 22 еврея. В тексте словарной части географического словаря Венгрии от 1839 о селе написано: «Поросто. Русское село в Ужанском комитате. Церковный филиал Большого Берёзного. 16 римо-католиков, 963 — греко-католика, 21 — еврей. Греко-католическая парафиальная церковь. Много лугов и леса. Землевладелец — государственная казна. Ближайшая почта — Ужгород».
На печати села 1857 года была изображена фигура крестьянина в характерном наряде того времени. В правой руке — рыба, часто встречающаяся на сельских печатях края. В левой, поднятой руке крестьянина неустановленный предмет. Надпись на немецком языке: «Община Турья Порошко».

## Известные уроженцы и люди, связанные с селом
- Родился Михаил Михайлович Кречко (1925—1996) — советский украинский хоровой дирижёр и композитор. Народный артист УССР (1960)
- Августин Штефан (1877—1944), политический и общественный деятель Закарпатья.
- Михалина, Михаил Михайлович (1924—1998) — футболист, а со временем советский и украинский футбольный тренер и спортивный функционер
- В 1885—1903 годах в Порошково служил священником деятель культуры края конца XIX века, драматург, писатель и журналист Евгений Фенцик (1844—1903)
- В 20-30-х годах XX в. долгое время работала учителем украинская поэтесса Марийка Подгорянка (1881—1963)